# 분대

NATO의 군사 지도 기호 표준에 따른 아군 보병 분대 기호

분대(分隊, squad)는 군대에서 사용하는 병력 편성의 단위 중 하나로, 소대의 아래 단위이며 명령 하달 관련 체계를 그대로 보여준다. 군대 이외에서도 분대라는 표현을 사용하는 경우가 있다.

## 구성
공식 편제상으로는 군대에서 가장 작은 병력 단위이나, 필요시에는 분대 아래에 더 작은 단위인 사격조(Fireteam. 주로 2~5명)를 편성하여 운용하기도 한다.

### 육군

#### 소총분대
육군에서 분대는 영어로 squad라 한다. 소대의 하급 부대이며 분대장이 지휘한다. 인원은 국가마다, 시대마다, 병과마다 차이가 있으며, 대체로 6명에서 12명 사이(해병 분대는 13명)이다. 근대 이후의 보병 분대는 소총을 주력으로 하며 기관총과 유탄발사기를 장비하는 것이 일반적이다. 해병대도 이와 비슷한 편제로 구성한다.

### 대한민국 육군 보병분대
대한민국 육군에서는 소총분대를 소총수 7명(분대장, 부분대장, 기관총 부사수 포함), 유탄수 2명, 기관총 사수 1명으로 구성한다.
- 1번 분대장
- 2번 소총수
- 3번 소총수
- 4번 유탄수
- 5번 소총수
- 6번 소총수
- 7번 기관총 사수
- 8번 기관총 부사수
- 9번 유탄수
- 10번 부분대장

#### 대한민국 육군 기계화보병분대
특징은 분대지원화기로 5.56mm K3기관총이 아닌 화력이 강한 7.62mm M60기관총(장갑차 하차 후 탈착해서 지상에서도 사용한다.)과 펜저파우스트3 대전차로켓, K201유탄발사기가 있으며, 유탄수가 한명인 것이 특징이다. 다른 보병분대와 다르게 분대마다 통신장비를 가지고 있기 때문에 5번 소총수에게는 보병전투차량의 통신장비를 운용하는 임무가 주어진다. 또한 장갑차에는 K6중기관총이 있으며, 부조종수가 운용한다.
- 1번 분대장
- 2번 기준병 (대전차로켓 사수)
- 3번 소총수
- 4번 유탄수
- 5번 소총수 (겸 통신병)
- 6번 소총수
- 7번 소총수
- 8번 부분대장
- 9번 조종수
- 10번 부조종수 (K6 중기관총)

#### 북한 조선인민군 보병분대
조선인민군에서는 발사관 사수 2명이 더 들어간다.
- 1번 분대장
- 2번 부분대장
- 3번 기관총 사수
- 4번 기관총 부사수
- 5번 발사관 사수 (대전차무기 RPG-7)
- 6번 발사관 부사수
- 7번 저격수
- 8번 투척기 사수 (유탄발사기)
- 9번 투척기 사수 (상동)
- 10번 보총수 (소총수)
- 11번 보총수 (상동)
- 12번 보총수 (상동)

#### 전차분대
기갑에서 전차분대는 전차 1대(단차)에 해당된다. 구성인원으로는 전차장, 조종수, 포수, 탄약수(K2전차 등 자동 장전방식 전차는 탄약수가 필요없다.)로 구성되어 있다. 다만 선임 전차(소대장 이상이 탑승한 전차)에 한해서는 무전수를 두기도 하는데 지휘관이 자신의 휘하 부대에 소속된 전차를 지휘하는데 부담을 덜어주기 위해서이다.

### 헌병
일본의 경우, 일본제국 육군 시절에는 경찰서급에 해당하는 부대의 명칭으로 헌병분대를 운용하였다. 이는 헌병대의 하급 단위이자 헌병분견대의 상급 단위였다. 현재 자위대의 헌병대에서는 분대 단위의 편성을 하지 않고 있다.

### 해군
해군에서의 분대는 영어로 division이라 한다. 분대원들의 규율을 유지하고 신상을 관리하는 등의 목적으로 편성된다.
분대장은 대위급(육군에 있어서는 중대장급)이 임명되며, 부분대장으로는 중위, 소위, 준사관 등이 임명된다.

### 경찰
일본 경찰에서 분대라 할 수 있는 기동대는 분대장(순사 부장) 1명, 대원(순경장 및 순경) 10명으로 총 11명이 기준으로 편성된다.

### 소방대
미국 소방대에서는 긴급 의료 요청을 받고 출동하는 소형 구급차 및 그 인원을 흔히 분대(squad)라고 한다.

## 통솔자
분대를 통솔하는 사람을 분대장이라 한다. 분대장은 하사나 병장, 상병이 맡는다. 분대장은 분대원의 특이사항을 분대원들로부터 보고받은 뒤 소대장에게 보고하고, 소대장으로부터 소대전달사항을 전달받아 분대원들에게 전파한다.
- 네덜란드 육군: Sergeant
- 노르웨이 육군: Sergeant (NCO는 corporal이고 분대의 경기관총조를 통솔한다).
- 대한민국 육군, 대한민국 해병대: 하사, 병장, 상병
- 덴마크 육군: Sergeant
- 독일 육군: Feldwebel 또는 Oberfeldwebel (구 Unteroffizier)
- 미국 육군: Sergeant 또는 Staff Sergeant
- 미국 해병대: Sergeant 또는 Corporal
- 브라질 육군: Corporal
- 스웨덴 육군: First Sergeant
- 스위스 육군: Wachtmeister (before 2004: Korporal)
- 스페인 육군(pelotón): Cabo 1º, Cabo mayor, Sargento 또는 Sargento 1º
- 에스토니아 육군: Seersant 또는 Nooremveebel
- 오스트레일리아 육군: Corporal
- 오스트리아 육군: Wachtmeister
- 영국 육군: Corporal
- 이스라엘 육군: Sergeant (Samál) 또는 Staff Sergeant (Samár)
- 캐나다 육군: Sergeant 또는 Master Corporal
- 핀란드 육군: Alikersantti 또는 Kersantti (Corporal or Sergeant)

## 같이 보기
- 죽음의 부대
- 총살형
- 군사 편제
- 군사학